# 雁石镇
雁石镇，是中华人民共和国福建省龙岩市新罗区下辖的一个乡镇级行政单位。

## 行政区划
雁石镇下辖以下地区：
苏邦村、大吉村、白石村、新芦村、坷溪村、益坑村、坪洋村、岩星村、黄庄村、坪坑村、北河村、雁江村、洋城村、礼邦村、民祠村、坂尾村、楼墩村、东南村、厦中村、上老村、红林村、后路村、上营村、下营村、梅头村、九斗村、社尾村、云山村、陈村、四集村、赤村、北山村和龙康村。

## 交通
南龙铁路：雁石南站。